# Retrato de Pierre Sériziat
El Retrato de Pierre Sériziat es un cuadro pintado en 1795 por Jacques-Louis David. Forma con el Retrato de Émilie Sériziat y su hijo, pintado al mismo tiempo, el díptico de los esposos Seriziat, miembros de la familia política del pintor. Ambas obras fueron expuestas en el Salón de pintura de 1795.

## David y el matrimonio Sériziat
Después de su encarcelamiento por haber sostenido la causa de Robespierre, David, liberado, fue autorizado a permanecer con su concuñado, el abogado Pierre Sériziat, en su casa de Favières (Seine-et-Marne). Es allí que pintará el retrato de su anfitrión y de su cónyuge que era la cuñada del pintor, hermana de su esposa.

## Descripción
Pierre Sériziat está sentado al aire libre sobre una piedra, en un entorno dominado por un cielo nuboso. Posa relajado, la pierna izquierda sobre la rodilla de la derecha, donde descansa la mano que porta la fusta que lleva bajo el brazo. La mano izquierda sobre la cadera, sujetando los guantes. La piedra está cubierta por su hopalanda, prenda entonces utilizada por los diputados y los sans-culottes. El modelo está vestido al estilo inglés, más sencillo y cómodo. Lleva una levita azul oscuro sobre un chaleco blanco de doble botonadura, con camisa y corbata también blancos, esta probablemente de muselina.
Los pantalones a la inglesa, en piel de gamuza, están atados y abotonados a la altura de la rodilla. Las botas de montar y las medias cubren las pantorrillas. El sombrero se adorna con una correa y la escarapela nacional (convertida en obligatoria para los hombres el 8 de julio de 1792). Es de los que todavía lleva el cabello largo y empolvado, como antes de la Revolución.